# Großsteingrab Görke
Das Großsteingrab Görke war eine megalithische Grabanlage der jungsteinzeitlichen Trichterbecherkultur bei Görke, einem Ortsteil von Dargen auf Usedom im Landkreis Vorpommern-Greifswald (Mecklenburg-Vorpommern). Es wurde vermutlich im 19. Jahrhundert zerstört. Sein genauer Standort ist nicht überliefert. Auch Angaben zu Maßen, Ausrichtung und Typ des Grabes liegen nicht vor. Es bestand angeblich aus neun Grabkammern, was aber wohl eine Fehlinterpretation sein dürfte; evtl. waren neun erhaltene Steine oder eine Einteilung der Kammer in neun Quartiere gemeint. Aus dem Grab stammen mehrere verwitterte längliche Bernstein-Perlen, die sich heute in der Sammlung des Stralsund Museums befinden. Weitere, wohl verlorene Funde waren Keramikgefäße, Feuerstein-Geräte und menschliche Schädel.